# Trigonoptera albocollaris
Trigonoptera albocollaris är en skalbaggsart som beskrevs av Gilmour 1950. Trigonoptera albocollaris ingår i släktet Trigonoptera och familjen långhorningar.
Artens utbredningsområde är Irian Jaya. Inga underarter finns listade i Catalogue of Life.